# Шустакі
Шустакі (пол. Szóstaki) — село в Польщі, у гміні Радошиці Конецького повіту Свентокшиського воєводства.
Населення — 123 особи (2011).
У 1975—1998 роках село належало до Келецького воєводства.

## Демографія
Демографічна структура на день 31 березня 2011 року:
|          | Загалом | Допрацездатний вік | Працездатний вік | Постпрацездатний вік |
| -------- | ------- | ------------------ | ---------------- | -------------------- |
| Чоловіки | 66      | 13                 | 43               | 10                   |
| Жінки    | 57      | 11                 | 27               | 19                   |
| Разом    | 123     | 24                 | 70               | 29                   |